# Союз ТМА-2
Союз ТМА-2 е пилотиран космически кораб от серията „Союз ТМА“, втори от модификацията, полет 6S към МКС, 112-и полет по програма „Союз“. Чрез него е дотавена в орбита седма основна експедиция и 22-ри пилотиран полет към „МКС“.

## Екипаж

### При старта

#### Основен
Седма основна експедиция на МКС
- Юрий Маленченко (3) – командир
- Едуард Лу (3) – бординженер

#### Дублиращ
- Александър Калери – командир
- Майкъл Фоул – бординженер

### При кацането
- Юрий Маленченко (3) – командир
- Едуард Лу (3) – бординженер
- Педро Дуке (2) – бординженер

## Най-важното от мисията
Първоначално се предвиждало всички мисии на кораба Союз до Международната космическа станция да служат като „спасителни лодки“, а не за замяна на екипажите. Преди катастрофата със совалката „Колумбия“ е предвидено екипажът на кораба в състав Генадий Падалка и испанският астронавт на ЕКА Педро Дуке да прекарат около 1 седмица на станцията и да се завърнат с по-стария кораб „Союз ТМА-1“. Третото място в екипажа е първоначално е предвидено за Клаус фон Щорх от Чилийската космическа агенция, но доста преди това е ясно, че той няма да лети и или за руския акосмонавт Олег Котов или да се достави полезен товар за станцията.
По време на престоя си в космоса Ю. Маленченко става първият човек, който се е оженил в космоса. Неговата съпруга е в Тексас, където брак от такова разстояние е позволен от закона.
Космическият апарат се завръща на земята на 28 октомври, като с Експедиция 7 се приземява и Педро Дуке, пристигнал на станцията със Союз ТМА-3, около седмица преди това.
- Стартът на „Союз ТМА-2“
- Приземяването на спускаемата капсула на „Союз ТМА-3“